# Cathaoir MacMurrough-Kavanagh
Cathaoir MacMurrough-Kavanagh (né avant 1496 mort vers 1544) (en irlandais Cathaoir Mac na hInghine Crosda  Mac Murchadha Caomhánach) est le 15e roi de Leinster de 1532 à vers 1543 .

## Origine incertaine
L'origine de Cathaoir surnommé en anglais; « MacInnycross MacMurrough-Kavanagh »  est controversée; Il est soit considéré comme un fils de Murchadh Ballagh MacMurrough-Kavanagh ou selon l'historien Emmet O' Byrne comme le fils de son frère cadet Gearalt de Ferns mort au début de 1496. Il serait né de ce dernier et d'une sœur illégitime de Gerald FitGerald 9e comte de Kildare.

## Règne
Après la mort en 1531 de Muiris Mac Domhnaill Riabhaigh, le troisième des fils de Domhnall Riabhach à occuper successivement le trône, un conflit successoral éclate; Gerald FitzGerald le 9e comte de Kildare qui lui avait déjà témoigné sa faveur en lui offrant des chevaux, intervient dans le processus d’élection afin de l'imposer face à ses cousins dont  Dúnlang du Sliocht Diarmada Láimhdeirg. Lors de la révolte du fils de son bienfaiteur  Thomas FiteGerald seigneur d'Offaly contre le gouvernement anglais en 1534-1535 il le soutient  mais après l'échec de son parti Cathaoir s'empresse de fait sa soumission le 12 mai 1536 à Leonard Grey, 1er vicomte Grane Lord Deputy d'Irlande de 1536 à 1540 . Malgré cela sa position s'affaiblit ensuite face aux ambitions de jeunes membres de des lignée rivales de la dynastie comme Domhnall mac Cathaoir MacMurrough-Kavanagh (mort vers 1542) un descendant de Murchadh Ballach et Cathaoir mac Airt MacMurrough-Kavanagh; Le royaume de Leinster se réduit à un état tampon enclavé entre le comté de Kildare et celui d'Ormond dont il doit subir les interventions. Le 3 septembre 1543 Cathaoir renonce à une partie de son pouvoir en concluant un autre accord avec Anthony St Leger le nouveau Lord Deputy de 1540 à 1546. Réduit à une quasi impuissance il disparaît vers 1544 et il a comme successeur Muircheartach mac Airt Buidhe MacMurrough-Kavanagh, un petit-fils de Domhnall Riabhach.

## Sources
- (en) Dictionary of Irish Biography : Emmett O'Byrne MacMurrough (Mac Murchadha), Domhnall Riabhach
- (en) Art Cosgrove (sous la direction de), New History of Irland,Volume II ‘’Medieval Ireland 1169-1534’’, Oxford, Oxford University Press, 2008, 1066 p. (ISBN 978-0-19-953970-3) .
- (en) T.W Moody, F.X. Martin et F.J. Byrne, A New History of Ireland IX Maps, Genealogies, Lists. A companion to Irish History part II, Oxford, Oxford University Press, 2011, 690 p. (ISBN 978-0-19-959306-4).
- (en) James Hughes, The Fall of the Clan Kavanagh, vol. 2, Journal of the Royal Historical and Archaeological Association of Ireland, 1873 (lire en ligne), p. 282-305.